# Emídio Rangel
Emídio Arnaldo de Freitas Rangel (Sá da Bandeira, 21 de setembro de 1947 — Lisboa, 13 de agosto de 2014) foi um jornalista português.

## Biografia
O mais velho de quatro irmãos, Emídio Rangel iniciou a sua carreira profissional em Angola, corria o ano de 1965.
Sem ter qualquer relação com a comunicação social — o pai, madeirense, era operador de máquinas, e a mãe, angolana, de origem boer, era doméstica —, Rangel começou como locutor de um programa para jovens na Rádio Club da Huíla. Antes disso, participara na edição do jornal escolar O Padrão, no Liceu Diogo Cão, em Sá da Bandeira, o que motivara o convite para a rádio. Da rádio da Huíla passou para a Rádio Comercial de Angola, onde a partir de 1967 fez sucesso com o programa Nocturno.
Sem deixar a rádio — viria depois a dirigir a Rádio Comercial de Angola — fez tropa e preparação como comando do Exército; a alta classificação obtida na instrução militar colocou-o em Vila Pereira de Eça, uma zona quer era inicialmente tranquila, mas que a abertura de nova região militar por parte do MPLA viria a colocar sob ameaça.
Na sequência do 25 de abril de 1974, Emídio Rangel instalou-se em Lisboa em 1975, em pleno PREC. Já casado e com uma filha, decide retomar os estudos e ingressar na Faculdade de Letras da Universidade de Lisboa, onde viria a licenciar-se em História. A seguir ainda frequentou Direito e o mestrado de Comunicação Social da Universidade Nova de Lisboa, que deixou por terminar.
Em 1976 entra na Radiodifusão Portuguesa (emissora da Antena 1), onde permaneceu durante 12 anos, e onde foi subchefe de redação, entre 1985 e 1988.
Em 1988 arranca, sob a liderança de Emídio Rangel, o projeto TSF Rádio Jornal. Detida pela Cooperativa TSF, um grupo de O Jornal e pela FNAC - Fábrica Nacional de Ar Condicionado, a estação tornar-se-ia uma referência na informação noticiosa. Até 1992 Rangel acumulou os cargos de presidente do Conselho de Administração da TSF, com os de diretor da revista Grande Reportagem e da Rádio Energia, destinada a um público jovem.
Em 1989, pela primeira vez na televisão, foi responsável pelo programa Concordo...ou talvez não, transmitido na RTP1.
Em 1992, a convite de Francisco Pinto Balsemão, Emídio Rangel torna-se diretor de informação da SIC, a primeira estação de televisão privada em Portugal. No mesmo canal desempenharia também o cargo de diretor de programas, acompanhando o lançamento dos canais temáticos do cabo SIC Notícias, SIC Gold e SIC Radical. A seguir, também foi gestor da SIC Filmes, empresa associada à SIC dedicada à produção cinematográfica.
Em 2001, depois de alegadas divergências com Pinto Balsemão sobre o rumo da programação na SIC e a opção de concorrer ou não à compra de formatos de reality shows, Emídio Rangel saiu da estação de Carnaxide. Ingressou a seguir na RTP, ocupando o cargo de diretor-geral, mas por pouco tempo, saindo em 2002. Regressou então à TSF, participando na sua reestruturação em 2003. Entretanto, na imprensa escrita, passou a publicar uma crónica semanal no Correio da Manhã. Na televisão, dedicou-se ao comentário político, participando no debate Directo ao Assunto, partilhado com Carlos Abreu Amorim e moderado por João Adelino Faria, na RTPN.
Em 2008 o nome de Rangel aparece ligado - com um grupo de outros profissionais que incluía Carlos Pinto Coelho - ao projeto de criação de um novo canal de televisão de sinal aberto, a Telecinco, onde estava previsto que assumisse o cargo de diretor do canal. O projeto acabou, no entanto, inviabilizado com o chumbo da Entidade Reguladora para a Comunicação Social aos dois projetos a concurso.
Em 2010 esteve na corrida para a compra da estação Europa-Lisboa com o objetivo de criar uma nova rádio de informação. O negócio chegou a obter a aprovação da ERC, mas a operação acabou por não se concretizar por questões financeiras.
O último projeto de media a que esteve ligado foi a criação, juntamente com Rui Pedro Soares, antigo administrador da Portugal Telecom, de um novo grupo de media, mas não chegou a avançar por questões de financiamento.

## Vida pessoal

### Família
Casou pela primeira vez com Luísa Pereira, divorciada de Pereira Venâncio , com um filho, Luis Pereira Venancio e uma filha, Dalila Pereira Venâncio. O casal teve uma filha, Ana Sofia Pereira Rangel (Sá da Bandeira, 1972), casada com Luís Miguel de Matos Dias. Do segundo casamento com Eunice Matias, teve a segunda filha, Catarina Rangel (Lisboa, 1988). Casou pela terceira vez com a também jornalista Margarida Marante, de quem se divorciou.
Era irmão de José Rangel, Jorge Rangel e do Juiz Rui Rangel, casado com a juíza Fátima Galante.

### Maçonaria
Integrava como membro a Maçonaria através da Loja Universalis, vivendo sempre de acordo com o seu lema: Liberdade, Igualdade e Fraternidade.

### Morte
Emídio Rangel morreu a 13 de Agosto de 2014, no Hospital Egas Moniz, de cancro da bexiga, sempre acompanhado pelas suas filhas e restante família.